# ایستگاه متروی شهدای کن
ایستگاه متروی شهدای کن یکی از ایستگاه‌های خط ۶ متروی تهران است که در تقاطع بزرگراه شهید آبشناسان و بلوار کوهسار قرار دارد که در ۲۶ اسفند سال ۱۴۰۲ به بهره‌برداری رسید.